# 547
547（五百四十七、ごひゃくよんじゅうなな）は自然数、また整数において、546の次で548の前の数である。

## 性質
- 547は101番目の素数である。1つ前は541、次は557。
  - 約数の和は548。
- 26番目のスーパー素数である。1つ前は509、次は563。
- 23番目のオイラー素数である。1つ前は503、次は593。
- 34番目の左切り捨て可能素数である。1つ前は523、次は613。
- 54…47 の形の最小の素数である。次は5444447。(オンライン整数列大辞典の数列 A101580)
- 末尾の2桁が47の3番目の素数である。1つ前は347、次は647。(オンライン整数列大辞典の数列 A244770)
- 13番目の中心つき七角数である。1つ前は463、次は638。
- 各位の和が16になる28番目の数である。1つ前は538、次は556。
- 547 = 143 − 133
  - n = 14 のときの n3 − (n − 1)3 の値とみたとき1つ前は469、次は631。(オンライン整数列大辞典の数列 A003215)
  - 連続する立方数の差で表せる9番目の素数である。1つ前は397、次は631。
  - 547 = 142 + 14 × 13 + 132
    - 1辺14の立方体を1辺1の立方体2744個を使って作ったとき、同時に見ることができる1辺1の立方体は最大547個である。

  - 14番目の中心つき六角数である。
- 547 = 32 + 32 + 232 = 52 + 92 + 212
  - 3つの平方数の和2通りで表せる124番目の数である。1つ前は541、次は548。(オンライン整数列大辞典の数列 A025322)
  - 547 = 52 + 92 + 212
    - 異なる3つの平方数の和1通りで表せる127番目の数である。1つ前は532、次は548。(オンライン整数列大辞典の数列 A025339)
- 547 = 23 + 33 + 83
  - 3つの正の数の立方数の和1通りで表せる71番目の数である。1つ前は540、次は557。(オンライン整数列大辞典の数列 A025395)
  - 3つの正の数の立方数の和で表せる18番目の素数である。1つ前は521、次は557。(オンライン整数列大辞典の数列 A007490)
  - 異なる3つの正の数の立方数の和1通りで表せる33番目の数である。1つ前は540、次は560。(オンライン整数列大辞典の数列 A025399)
  - 異なる3つの正の数の立方数の和で表せる8番目の素数である。1つ前は521、次は577。(オンライン整数列大辞典の数列 A122723)
  - n = 3 のときの 2n + 3n + 8n の値とみたとき1つ前は77、次は4193。(オンライン整数列大辞典の数列 A074530)
- 547 = 36 − 35 + 34 − 33 + 32 − 31 + 30
  - n = 3 のときの n6 − n5 + n4 − n3 + n2 − n1 + n0 の値とみたとき1つ前は43、次は3277。(オンライン整数列大辞典の数列 A060888)
    - 547 = 37 + 1/3 + 1
    - n6 − n5 + n4 − n3 + n2 − n1 + n0 の形の2番目の素数である。1つ前は43、次は909091。(オンライン整数列大辞典の数列 A245427)

## その他 547 に関連すること
- 西暦547年
- 紀元前547年